# Villa Solor (Chile)
Villa Solor, simplemente denominada como Solor, es una localidad urbana ubicada al sur de la comuna de San Pedro de Atacama, está localizada de la Provincia de El Loa, perteneciente a la Región de Valparaíso, está situada a 6 km de San Pedro de Atacama (Ciudad más cercana) y a unos 399 km de Antofagasta (Capital regional), es orillada por el Río San Pedro y Vilama, además de ser conectado por la Ruta 23-CH y la Ruta 27-CH. Según el Instituto Nacional de Estadísticas cuenta con una población de 286 habitantes.

## Antecedentes
Solor cuenta con 286 habitantes y es cercano a las localidades de Collo y Catarpe, cuenta con muchos lugares de hospedaje, variados por todo el sector, además de contener una cancha de fútbol del mismo nombre de la localidad. Además, el nombre en cuestión hace referencia a la primera denominación que se le dio a San Pedro de Atacama.